# Max Giesecke

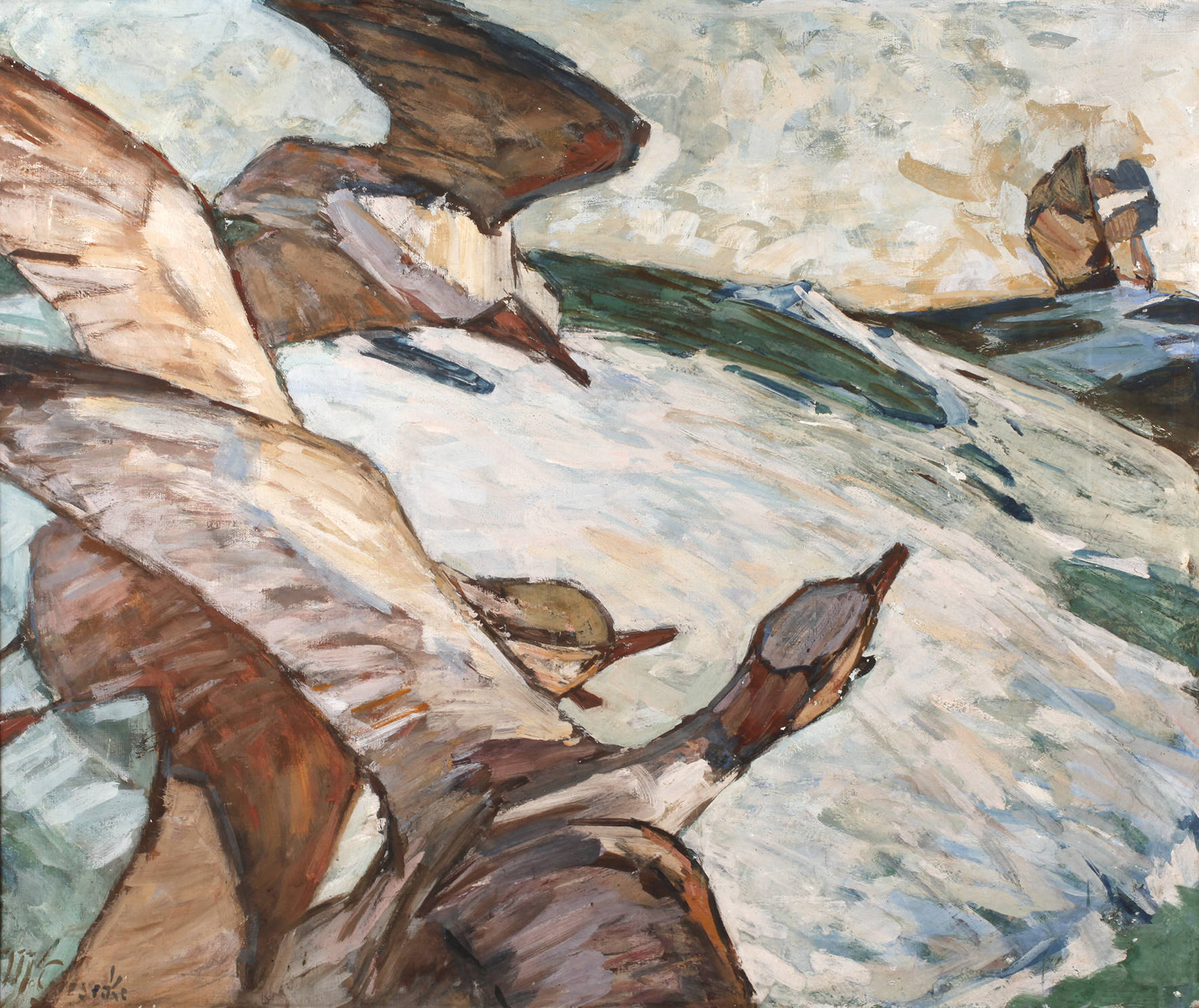
Gänse und Möwen im Flug

Georg Max Giesecke (* 17. April 1866 in Chemnitz; † nach 1930) war ein deutscher Marinemaler.
Giesecke war Schüler der Unterrichtsanstalt am Königlichen Kunstgewerbemuseum Berlin. Danach studierte er an der Großherzoglich Badischen Kunstschule Karlsruhe bei Gustav Schönleber. Er verbrachte einige Zeit in Chemnitz, danach setzte er sein Studium  ab dem 8. Januar 1897 an der Königlichen Akademie der Künste in München bei Paul Hoecker fort. Er unternahm Studienreisen nach Italien, England, Island und Norwegen.
Max Giesecke  nahm von 1894 bis 1900 an der Großen Berliner Kunstausstellung teil, beschickte ab 1899 die Ausstellungen der Berliner Secession und ab 1915 die Ausstellungen der Freien Secession Berlin. Er war in Berlin als freischaffender Künstler tätig. Seine Werke, die fast ausschließlich den maritimen Themen gewidmet waren, zeigten den Einfluss des Expressionismus.